# Shevi
 (mars 2013).
Si vous disposez d'ouvrages ou d'articles de référence ou si vous connaissez des sites web de qualité traitant du thème abordé ici, merci de compléter l'article en donnant les références utiles à sa vérifiabilité et en les liant à la section « Notes et références ».

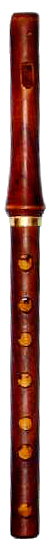
Un shevi.

Le shevi (en arménien Շվի, shvi, prononcé sh-vee) ou toutak est une flûte à conduit pastorale, aux sons aigus et légers, très présente dans l’orchestre traditionnel arménien, en contrepoint au duduk. Son registre et sa fonction la font comparer au piccolo occidental.

## Facture
Le shevi est fait en bois ou roseau, avec sept ou huit trous pour les doigts ; il possède une bague métallique réglant la tonalité.